# 鲁斯兰·加济耶夫
鲁斯兰·加济耶夫（英語：Ruslan Gaziev，1999年8月16日—）生于俄罗斯莫斯科，是一名加拿大男子游泳运动员，主攻自由泳。他拥有阿瓦尔人血统，童年时随家人移居至加拿大多伦多，14岁时开始在加拿大国内的各项游泳比赛上夺取奖牌。2017年，他在世界青年游泳锦标赛上获得两枚金牌，这是他首次在国际主要比赛上获得奖牌。2018年9月，他进入俄亥俄州立大学，开始代表该校校队参加美国校际比赛。